# Kazuhiro Haraguchi
Pour les articles homonymes, voir Haraguchi.
Kazuhiro Haraguchi (原口 一博, Haraguchi Kazuhiro), né à Saga dans la préfecture du même nom le 2 juillet 1959, est un homme politique japonais, membre du Parti démocrate du Japon (PDJ). Il est élu depuis 1996 à la Chambre des représentants, la chambre basse de la Diète du Japon, alternativement au scrutin majoritaire pour le 1er district de la préfecture de Saga (de 1996 à 2000, de 2003 à 2005 et de 2009 à 2012) et à la proportionnelle dans le bloc législatif de Kyūshū (de 2000 à 2003, de 2005 à 2009 et de 2009 à 2012). Il est également ministre des Affaires intérieures et des Communications ainsi que ministre d'État à la Promotion de la Souveraineté régionale dans les 93e et 94e Cabinets du Japon dirigés successivement par Yukio Hatoyama puis Naoto Kan, du 16 septembre 2009 au 17 septembre 2010. Après son retrait du gouvernement, il a pris la présidence de la Commission des Affaires intérieures et des Communications de la Chambre des représentants le 1er octobre 2010. 

## Origine et formation
Kazuhiro Haraguchi passe toute son enfance et sa scolarité dans sa ville natale de Saga sur l'île de Kyūshū. Il sort du lycée préfectoral de Saga-Ouest en mars 1978 et entre à la faculté des lettres de l'Université de Tokyo. Il en est diplômé de psychologie en mars 1983. Il parfait sa formation, entre 1983 et 1986, en intégrant la 4e promotion de l'Institut Matsushita de politique et de management, une grande école privée créée par le fondateur de Panasonic Konosuke Matsushita afin de préparer les membres de l'élite japonaise (politique, économique, financière, culturelle et intellectuelle) du XXIe siècle, en insistant tout particulièrement sur la réduction du poids de l'administration d'État. Il y fréquente notamment un autre futur député du PDJ, Mitsuo Mitani.

## Un engagement précoce: de la préfecture à la Diète
Une fois sorti de l'Institut Matsushita, il s'engage immédiatement en politique en étant élu le 30 avril 1987 (à à peine 28 ans) comme indépendant à l'assemblée préfectorale de Saga dans la circonscription correspondant à sa ville natale. Il siège ensuite au sein du groupe du Parti libéra-démocrate (PLD), le grand parti de la droite japonaise dominant la scène politique japonaise depuis sa création en 1955. Il est réélu, cette fois clairement sous les couleurs du PLD (dont il est devenu le directeur de la jeunesse de la fédération locale), le 30 avril 1991. À la suite de cela, il prend la vice-présidence de plusieurs commissions de l'assemblée préfectorale, à savoir celles des affaires générales, de l'éducation et de la santé et des mesures spéciales pour la conservation du site préhistorique de Yoshinogari. Tout particulièrement intéressé par ce dernier dossier depuis sa première élection, il participe à sa conservation et est l'un des artisans de sa désignation comme « site historique national spécial » en 1991 et de la création d'un parc national en 1992. 
Choisi par l'entourage de l'ancien député libéral-démocrate Ken'ichirō Ōtsubo, battu aux législatives de 1990 et décédé le 25 décembre 1991, pour lui succéder, il se présente ainsi aux élections du 18 juillet 1993 dans l'unique district que constituait alors la préfecture de Saga. N'ayant pas l'investiture du PLD mais seulement celle de la faction interne du Kōchikai (宏池会, celle du Premier ministre de l'époque, Kiichi Miyazawa, de tendance conservatrice modérée), il se présente donc comme indépendant. Il échoue de peu à être élu, arrivant en sixième position pour cinq sièges à pourvoir au vote unique non transférable, avec 54 693 voix (soit 10,93 % des suffrages exprimés) et seulement 549 votes de moins que le candidat arrivé en cinquième place, Takanori Sakai (élu en 1990 comme indépendant aux dépens de Ken'ichirō Ōtsubo, cette fois-ci investi par le PLD).
En octobre 1994, il est convaincu par un autre député de la préfecture, Kōichirō Aino, de rejoindre le Shinseitō ou « Parti de la Renaissance » créé le 23 juin 1993 par des dissidents réformateurs de tendance conservatrice libérale du PLD autour de Tsutomu Hata et Ichirō Ozawa et qui a constitué l'un des principaux piliers de la coalition anti-communiste et anti-libérale démocrate qui a gouverné le Japon entre août 1993 et juin 1994. Le Shinseitō fait désormais partie de l'opposition après la formation d'une alliance entre le PLD, le Parti socialiste japonais (PSJ) et le petit mouvement centriste du Nouveau Parti pionnier (NPP). Il fusionne le 10 décembre 1994 avec d'autres formations centristes ou libérales hostiles à cette « grande coalition » entre la droite et la gauche pour former le Shinshintō ou « Parti de la nouvelle frontière ». C'est sous cette étiquette que Kazuhiro Haraguchi se présente aux élections législatives du 20 octobre 1996, dans le nouveau 1er district de la préfecture de Saga (à savoir les villes de Saga et Tosu ainsi que les communes rurales du district de Miyaki et du bourg de Chiyoda, à l'est de la préfecture) créé par la réforme électorale de 1994 (qui remplace l'ancien système du vote unique non transférable par un double scrutin, l'un uninominal majoritaire à un tour dans 300 circonscriptions locales, l'autre à la proportionnelle de liste dans 11 blocs législatifs correspondant plus ou moins aux grandes régions du Japon). À nouveau opposé à Takanori Sakai, il le bat cette fois mais avec une faible avance, avec 62 515 voix (39 % des suffrages) contre 60 286 (37,6 %).

## Les premiers pas sur la scène nationale: du NPF au PDJ
Après la dissolution du Shinshintō le 27 décembre 1997, il rejoint tout d'abord à sa création le 4 janvier 1998 la Voix du Peuple (国民 の 声, Kokumin-no-koe) qui regroupe d'anciens dissidents du PLD, avec d'une part ceux ayant quitté ce grand parti de droite pour protester contre son alliance avec le PSJ en 1994 (parmi eux le leader de ce nouveau mouvement, Michihiko Kano, ancien ministre de l'Agriculture en 1989), et de l'autre ceux issus du Shinseitō qui n'ont pas suivi Tsutomu Hata dans sa dissidence de 1997 mais ont refusé de même de continuer à soutenir Ichirō Ozawa en ne rejoignant pas le parti libéral fondé par ce dernier. Le 23 janvier suivant, ce mouvement fusionne avec les autres partis de tendance conservatrice libérale nés du Shinshintō pour former le Parti de la bonne gouvernance (民政党, Minseitō), présidé par Tsutomu Hata, et finalement se fond dans le Parti démocrate du Japon (PDJ), qui devient le nouveau grand parti d'opposition au PLD, le 27 avril 1998. Kazuhiro Haraguchi prend alors la tête de la fédération démocrate de Saga (il le reste pratiquement sans discontinuer jusqu'à aujourd'hui, à l'exception d'une brève période entre le 18 février et le 8 août 2007). Il intègre également avec les autres élus du Parti de la bonne gouvernance le Comité de recherche pour une stratégie gouvernementale (政権戦略研究会, Seiken senryaku kenkyūkai) ou groupe Hata (羽田グループ, Hata gurūpo) qui constitue l'aile conservatrice modérée de ce parti du centre voire du centre gauche de la scène politique japonaise. 
Le 25 juin 2000, il est battu aux élections législatives dans le 1er district de Saga par Takanori Sakai, en récoltant 62 932 voix (36,6 % des suffrages) contre 70 155 (40,8 %) à son adversaire. Il conserve toutefois son siège à la Chambre des représentants par le biais du scrutin proportionnel dans le bloc de Kyūshū.

## Un membre actif de l'opposition
Il ne fait réellement son entrée sur le devant de la scène politique qu'au début de l'année 2002, menant alors des attaques répétés contre le député libéral-démocrate Muneo Suzuki sur une série d'affaires démontrant une certaine ingérence de ce dernier dans la politique du ministère des Affaires étrangères. Partisan d'un renforcement du contrôle du parlement sur les activités de l'administration et du renforcement de la transparence, il interroge notamment le 26 février 2002 le ministère au sujet du rôle joué par l'un des secrétaires particuliers de Suzuki d'origine congolaise (possédant toujours le passeport diplomatique de la République démocratique du Congo, ancien Zaïre), John Nuwete Muluaka, dans le refus d'accorder une carte d'identité à un chargé d'affaires de l'ambassade de son pays d'origine, l'administration admettant avoir agi ainsi « parce qu'il s'agissait d'un collaborateur du député Suzuki ». Il fait partie également de la session d'enquête de la commission du budget de la Chambre des représentants ouverte le 11 mars suivant afin d'enquêter et de faire témoigner sous serment Muneo Suzuki pour qu'il puisse s'expliquer sur ces dossiers. 
Une fois cette déposition faite, il estime, avec son collègue du PDJ Kiyoshi Ueda, qu'il y a une « extrêmement forte possibilité » que l'intéressé ait menti sur au moins trois points : au sujet de la revendication par le Japon des îles Kouriles (que Suzuki aurait qualifié de « simple affaire de fierté », propos rapportés dans une note du ministère des Affaires étrangères, et qui selon lui aurait été sortis de leur contexte), de son intervention personnelle en 2000 pour mettre en demeure un officier de l'Agence nationale de police d'interrompre la surveillance qui avait été engagée d'un diplomate russe (Suzuki assurant devant la commission ne pas se rappeler cet événement) et du statut de son secrétaire Muluaka (Suzuki ayant déclaré sous serment ne pas être au courant que ce dernier se prétendait être le chef de la représentation commerciale à l'ambassade de la République démocratique du Congo, Haraguchi répliquant en présentant devant la commission une demande adressée par Suzuki au directeur du Bureau de l'immigration régionale de Tokyo pour obtenir un changement du statut de résidence de son collaborateur et dans laquelle il le présentait explicitement comme le directeur exécutif permanent de cette représentation commerciale). Kazuhiro Haraguchi déclare lors d'une conférence de presse après la clôture de la session d'enquête : « Les soupçons de faux témoignage, de corruption passive et d'abus de confiance se font de plus en plus forts. Suzuki devrait respecter sa responsabilité envers les citoyens en démissionnant dès que possible ». Finalement, Muneo Suzuki démissionne quelques jours plus tard du PLD tout en restant député, puis est mis en examen pour corruption en juin suivant,. 
Lors de l'élection à la présidence du PDJ du 23 septembre 2002, il est l'un des principaux soutiens du candidat de la jeune garde du parti favorable à une modernisation et un renouvellement générationnel de celui-ci, Yoshihiko Noda, contre le sortant Yukio Hatoyama et ses deux autres adversaires, le secrétaire général Naoto Kan, pourtant allié traditionnel de Hatoyama à la tête du parti depuis sa création en 1996 et l'ancien socialiste Takahiro Yokomichi. Noda est éliminé au premier tour mais se place tout de même en troisième place, juste derrière les deux favoris Hatoyama (294 voix) et Kan (221 votes), avec 181 suffrages contre 119 pour Yokomichi. Yukio Hatoyama est finalement réélu de peu au second tour par 254 votes contre 242. 
Aux élections législatives du 9 novembre 2003, il retrouve son siège au vote majoritaire dans le 1er district de Saga en battant Takamaro Fukuoka, choisi par le PLD pour reprendre le flambeau de Takanori Sakai qui ne se représentait pas. Il obtient 70 271 voix (46,8 % des suffrages) contre 66 446 (44,3 %) à Fukuoka. Le 11 décembre suivant, il est nommé par le président du PDJ Naoto Kan pour servir de « ministre d'État suivant à la Réforme réglementaire, à la Protection des consommateurs et des droits de l'Homme et à la Politique de l'Enfance » dans le Cabinet suivant (nom du cabinet fantôme formé par le parti d'opposition), chargé tout particulièrement d'apporter la contradiction aux membres de l'administration Koizumi Kazuyoshi Kaneko (Réforme réglementaire) et Kiyoko Ono (Développement de la Jeunesse, Baisse de la natalité, Sécurité alimentaire). Il garde ce poste jusqu'au 13 septembre 2004, puis est le premier directeur de la commission des Finances du PDJ du 13 octobre 2004 au 8 août 2005, ainsi que membre de la commission spéciale sur la privatisation de la poste de la Chambre des représentants à partir du 1er juin 2005. Lors d'une session de cette dernière le 4 juillet 2005, il accuse le gouvernement d'avoir déclaré, dans un document confidentiel, vouloir focaliser les efforts de communication sur les « personnes à bas QI » jugées plus faciles à convaincre électoralement au sujet de cette réforme. 
Il est l'un des rédacteurs du programme du PDJ notamment sur la réforme postale (le principal parti d'opposition allant dans ce domaine plus loin que la majorité, puisqu'il prévoit de réduire la barre de sauvetage des acomptes personnels à la poste à 5 millions de yens seulement plutôt qu'à 10 millions) pour les élections législatives du 11 septembre 2005 qui sont marquées par une victoire imposante de Jun'ichirō Koizumi et le PLD et une défaite relativement forte des démocrates (Haraguchi est lui-même battu dans son district, alors que pour la première fois il avait également le soutien du Parti social-démocrate PSD, par Takamaro Fukuoka, par 75 449 voix et 44,9 % des suffrages contre 84 643 et 50,3 % à son adversaire, tout en étant réélu à la proportionnelle). Après le scrutin et le changement de direction au PDJ, lorsque son nouveau président, Seiji Maehara, crée au sein du Cabinet suivant un portefeuille tout spécialement chargé de la réforme postale le 20 septembre suivant, il le confie à Kazuhiro Haraguchi (qui est de plus premier directeur de la commission spéciale sur la privatisation postale entre le 22 septembre 2005 et le 20 janvier 2006). Il précise alors les contre-propositions de l'opposition au projet de Koizumi et les présente le 27 septembre. Elles comprennent le maintien du système national de distribution du courrier et de la fonction de paiement des factures des comptes épargnes postaux (en la confiant toutefois à une nouvelle compagnie et tout en reprenant la promesse de campagne de réduire le plafond de ces comptes de 10 à 7 millions de yens dès l'année fiscale 2006 et à terme à 5 millions en suspendant tout nouveau dépôt à partir d'octobre 2007 à l'exception de ceux servant à un paiement) ainsi que la suppression de l'assurance postale au plus tôt en octobre 2007 pour transférer cette fonction à plusieurs petites sociétés. Il reste ensuite un spécialiste des questions administratives, postales et intérieures. Il est ainsi ministre suivant chargé de la Conférence de planification des Affaires générales, chargé de contrer le ministre des Affaires intérieures et des Communications Heizō Takenaka du 19 octobre 2005 au 25 septembre 2006 (reconduit le 26 avril 2006 par Ichirō Ozawa), puis ministre suivant des Affaires intérieures et des Communications du 9 septembre 2007 au 16 septembre 2009.
Devenu un habitué des plateaux de télévision et l'un des hommes politiques les plus médiatisés, il a ainsi acquis une certaine notoriété auprès du grand public en débattant contre des membres de la majorité sur un champ assez vaste de sujet. Il est notamment un invité récurrent depuis 2006 de l'émission populaire de variété et de débat Ōta Hikari no Watashi ga Sōri ni Nattara... Hisho Tanaka (太田光の私が総理大臣になったら…秘書田中), ou littéralement « Ōta Hikari : Si j'étais Premier ministre... secrétaire Tanaka », plus généralement appelée Ōta Sōri (太田総理, « Premier ministre Ōta »). Ce programme de la chaîne Nippon TV, diffusé tous les vendredis soir en première partie de soirée, propose ainsi à la fois un divertissement et un débat sur une question de société ou de politique générale : à chaque fois, un faux Premier ministre (généralement joué par l'acteur Hikari Ōta) propose un manifeste qui, sous des allures souvent burlesques (les propositions sont généralement radicales ou en apparence ridicules, comme proposer d'inscrire dans la constitution que les phénomènes psychiques n'existent pas ou encore supprimer les indemnités du principal parti d'opposition), donne lieu à un réel débat entre hommes politiques, intellectuels, journalistes, spécialistes, célébrités ou militants du milieu associatif. Les autres émissions auxquelles il participe régulièrement sont la Takajin no sokomade itte iinkai (たかじんのそこまで言って委員会, littéralement « Conférence pour dire les choses, de Takajin ») sur Yomiuri TV, la Monta Mino no asa zuba! (みのもんたの朝ズバッ!, littéralement « Chbam : la matinale, de Mino Monta ») et le Monta Mino no Satadee Zubatto (みのもんたのサタデーずばッと, littéralement « Zvatt : le Samedi, de Mino Monta ») sur TBS, ou encore le Bīto Takeshi no TV takkaru (ビートたけしのTVタックル, littéralement « Tacle télévisé, de Beat Takeshi ») sur TV Asahi.

## Ministre des Affaires intérieures et des Communications
Lors de la campagne pour les élections législatives du 30 août 2009, il est tout particulièrement chargé de défendre le projet de décentralisation de son parti (préparé, entre autres, par une équipe menée depuis 2008 par Kōichirō Genba) et de faire le lien avec les dirigeants des préfectures et réussit à obtenir le soutien du populaire gouverneur d'Osaka Tōru Hashimoto. Il adopte dans ce domaine un discours musclé contre l'administration centrale dont il promet de réduire le contrôle sur les collectivités locales, déclarant notamment : « Nous souhaitons casser les liens d'obligation, et détruire Kasumigaseki lui-même. Dans cet environnement, nous voulons mettre en place une décentralisation et une réforme donnant de la souveraineté aux régions. Entreprendre une réforme pour donner de la souveraineté aux régions est proche d'une révolution ». Le jour du scrutin, qui consacre la victoire du PDJ au plan national, il est réélu dans le 1er district de Saga face à Takamaro Fukuoka, et obtient pour la première fois de sa carrière politique la majorité absolue en nombre de voix (96 618 bulletins en sa faveur, soit 55,6 % des suffrages exprimés, contre 75 475 et 43,5 % à Fukuoka). 
Lors de la formation du nouveau gouvernement par Yukio Hatoyama le 16 septembre suivant, il est nommé ministre des Affaires intérieures et des Communications ainsi que ministre d'État à la Promotion de la Souveraineté régionale. Il conserve ces postes dans le Cabinet formé le 8 juin 2010 par Naoto Kan, et cela jusqu'au remaniement du 17 septembre 2010. Son action s'est essentiellement concentrée sur la définition d'une vision politique générale, la communication du gouvernement central, la politique des TIC et des télécommunications et, avec toutefois une marge de manœuvre assez réduite, la réforme postale et de la fonction publique. 

### La « Vision Haraguchi »
Dans le cadre de l'élaboration d'une « Nouvelle Stratégie de Croissance » (NGS, adoptée par le Cabinet le 30 décembre 2009 pour fixer l'esprit général de la politique économique de la nouvelle administration pour les dix ans à venir et proposer une « troisième voie » s'opposant aux modèles d'une croissance stimulée de manière quasi exclusive par les financements publics et notamment les grands travaux d'une part et du « fondamentalisme de marché » des « réformes structurelles » des années 2000 d'autre part), Kazuhiro Haraguchi présente sa « vision » en décembre 2009. Elle s'articule autour de deux axes principaux :
- la « promotion de "réformes de décentralisation verte" (绿色分权改革, Midori no Bunken Kaikaku?) et d'une stratégie de croissance venant des régions » pour arriver à des « sociétés locales autonomes » tant sur le plan politique (« souveraineté régionale » et donc décentralisation) qu'économique (« auto-suffisance locale » et « capacité à générer de la croissance », notamment en développant consommation locale de biens produits dans la région),
- la « vision de la restauration des TIC et l'investissement dans les valeurs humaines », soit le développement de l'utilisation des technologies de l'information et de la communication comme pilier d'une croissance économique durable.

Il précise d'autant plus ces principes et leur donne un agenda plus précis à travers la « Vision Haraguchi II (ou 2.0) » du 8 mai 2010 (dans le cadre de la préparation d'un rapport gouvernemental plus large rendu le 18 juin au nouveau Premier ministre Naoto Kan sur la « stratégie de croissance »). Il ajoute notamment aux deux thèmes de la première version de ce programme (la « promotion de la restauration des TIC 2.0 », touchant tous les domaines de la société comme le « concept d'école future » par la « diffusion de matériel d'apprentissage numérique » ou la télémédecine, et la « promotion des réformes de décentralisation verte ») celui de l'« utilisation des ressources cachées ». 

### La réforme de la communication politique et des médias
Il s'attelle tout particulièrement à une tentative de réforme de l'information et des médias, afin notamment de renforcer la liberté d'expression. Car, selon lui, celle-ci est limitée par une trop grande opacité des administrations gouvernementales (étant l'un des tout premiers ministres à utiliser le réseau social Twitter, il encourage ses collègues à en faire de même et à communiquer régulièrement sur les politiques qu'ils mènent), par une trop forte ingérence des hommes politiques et hauts-fonctionnaires dans la gestion du secteur de l'information et par une « extrême fermeture » des médias aux nouveaux arrivants. Il s'attache à lutter contre le « système des clubs kisha » (ou clubs de presse, limitant les conférences de presse des ministres et autres services gouvernementaux à un petit groupe de journaliste accrédités venant des grands groupes médiatiques uniquement) et contre les participations croisés qui font que les principaux médias se retrouvent entre les mains d'une poignée de sociétés, estimant qu'« il ne peut ainsi y avoir aucune diversification du message, il ne peut y avoir aucune voix critique ». 
L'une de ses premières mesures au ministère est de supprimer le « kisha-club » qui lui est associé en ouvrant ses conférences de presse à des journalistes indépendants, à l'ensemble des médias (y compris issus de l'internet ou de l'étranger) qui souhaitent l'interroger et en ne contrôlant plus le contenu des questions, et déclare vouloir étendre, comme l'avait promis le PDJ lors de la campagne législative, le même processus à toutes les administrations gouvernementales, y compris le bureau des procureurs civils, réputé pour être l'un des plus fermés aux médias. Il est soutenu dans ce sens par le Premier ministre Yukio Hatoyama, qui donne lui-même pour la première fois pour un chef de gouvernement japonais une conférence de presse ouverte aux médias en ligne et aux indépendants le 26 mars 2010. Et un sondage commandé par Haraguchi et rendu public fin mars 2010 montre qu'à cette date 12 des 18 services des membres du Cabinet ont ouvert, en principe, leurs conférences, toutefois à des degrés différents notés de A (la meilleure note) à D. Outre Kazuhiro Haraguchi et son ministère, les administrations du Premier ministre, du ministre de la Justice Keiko Chiba, de celui de l'Agriculture Hirotaka Akamatsu, de celle chargée des Consommateurs Mizuho Fukushima ou encore celui de la Revitalisation gouvernementale Yukio Edano ont tous obtenu des A. Néanmoins, plusieurs institutions ont eu un D pour être restées fermées pour l'essentiel, surtout l'Agence de la maison impériale ou les Bureaux des procureurs civils de district, tandis que le ministère de la Défense n'a eu qu'un C (pour n'accepter dans ces conférences de presse que les journalistes reconnus par un petit nombre d'associations de presse nationales) et l'Agence des services financiers un B (les indépendants, médias en ligne et étrangers sont acceptés, mais seulement comme « observateurs »). 
Il a également proposé de distribuer les licences de radio-télédiffusion d'une manière différente à l'avenir afin de remplacer le système précédent par lequel elles sont attribuées par le ministère. Il s'agit par exemple de donner les licences par vente aux enchères ou de créer un nouvel organisme non-gouvernemental chargé tout particulièrement de vérifier le contenu moral et éthique des informations afin de remplacer le système précédent, similaire à la FCC américaine. Néanmoins, cela pose le problème de savoir si les nouveaux arrivants auront les fonds nécessaires pour soutenir la concurrence pour obtenir de telles licences contre les diffuseurs les plus riches. De plus, le projet de loi finalement confié à l'examen de la Diète au printemps 2010, provoque une levée de boucliers dans la sphère médiatique. La mesure la plus controversée reste la clause initialement présente dans le texte prévoyant de confier la mission de régulation (à savoir le pouvoir d'examiner, de discuter et de conseiller le ministère sur « les questions importantes touchant à la sécurisation de la liberté d'expression à travers l'audiovisuel », « pour faire en sorte que l'audiovisuel aide au développement sain de la démocratie » et sur la « neutralité » et la « véracité » des informations) au Conseil de réglementation de la Radio, un organe consultatif non-gouvernemental mais dépendant tout de même du ministère des Affaires intérieures et des Communications. L’Asahi Shimbun pointe notamment du doigt que cette disposition risque de renforcer au contraire le contrôle politique du contenu de l'information, alors que dans le système précédent le ministère laissait dans la pratique (mais non officiellement) sa compétence en la matière à une structure indépendante créée par l'entreprise publique NHK et qui donnait des avis éthiques et moraux sur le contenu des programmes des différents diffuseurs, l'Organisation de développement de l'éthique et des programmes audiovisuels ou BPO. Le PDJ a critiqué cette dernière comme une institution « égoïste » des chaînes de télévision, ne servant que leurs seuls intérêts. Les dirigeants des grands groupes médiatiques et les syndicats de l'audiovisuel ont affirmé leur crainte de voir désormais le gouvernement influer directement sur les programmes par le biais du Conseil de règlementation, d'autant plus que l'opposition et la Fédération japonaise des associations du barreau pointent du doigt le caractère vague des termes employés pour délimiter le champ d'action de cette institution. Cette clause est finalement abandonnée par la Commission des Affaires intérieures et des Communications de la Chambre des représentants le 25 mai 2010, mais d'autres dispositions du projet de loi continuent à être critiquées. Par exemple, le fait de ne plus limiter en principe l'octroi d'une licence de diffusion au seul fait de posséder des installations de diffusion (cela, pour le ministre, afin d'ouvrir l'audiovisuel aux nouveaux médias) est vu comme un moyen de retenir les contenus des programmes comme seuls critères de sélection et donc mener là encore à une interférence du ministère. De même, le renforcement des prérogatives du président de la NHK, qui pourrait désormais siéger au sein du conseil d'administration (qui représente le public et prend les décisions importantes concernant les opérations de la société) de l'entreprise, est tout aussi controversé.

### Politique des TIC et des télécommunications
Il s'attache également à la réforme de la législation en matière de TIC et des télécommunications, dans le cadre de sa « Vision Haraguchi ». Le 23 octobre, il crée un « Détachement spécial pour la politique des TIC dans une ère globale » constitué de lui-même, de ses vice-ministres et secrétaires parlementaires et de représentants du secteur, et organisé en quatre groupes d'études chargé de définir en un an les nouvelles orientations gouvernementales, et notamment de redéfinir le statut de l'entreprise de télécommunication Nippon Telegraph and Telephone (NTT, privatisée en 1985 mais dont les activités sont toujours régulées par la loi, ne serait-ce que pour limiter son aspect monopolistique). Si certains observateurs, comme le magazine Telecom Asia, accusent le ministre et son administration d'être trop proche de la NTT (son vice-ministre Masamitsu Naitō ayant travaillé pour le principal syndicat de l'entreprise), il a toutefois nommé au sein de ce « Détachement spécial » deux fervents partisans du démantèlement des activités de la holding : le président d'un autre opérateur, KDDI, Tadashi Onodera, qui milite pour la séparation en deux des affaires de la NTT entre services d'une part et installations d'autre part, et celui de la SoftBank (propriétaire notamment du portail Yahoo! Japan) Masayoshi Son qui lui demande, pour rendre la concurrence plus loyale dans le domaine de l'accès à internet, que le réseau de fibre optique à domicile de la NTT devienne propriété publique. 
Kazuhiro Haraguchi s'est d'ailleurs dans ce dernier domaine fixé pour objectif de permettre un accès à Internet à haut débit pour tous les foyers japonais d'ici 2015, envisageant, notamment, de séparer les unités chargées du haut-débit de leurs sociétés de tutelle actuelle (NTT Est et NTT Ouest) pour les regrouper dans une entreprise à part entière spécialisée dans ce type d'infrastructure. De plus, malgré des appels venant de son ministère en faveur du report en 2011 de l'échéance d'un plan lancé en 2005 par le ministre de l'époque Heizō Takenaka (un partisan du démantèlement du groupe et de son monopole) et qui prévoyait une révision du statut de la NTT pour 2010, Haraguchi s'est prononcé en faveur du respect de l'échéancier initial et d'arriver à la décision d'une restructuration avant la fin de cette année. 

### Un rôle limité dans la réforme postale et de la fonction publique
Il semble toutefois qu'il n'ait que peu d'influence sur la politique postale qui paraît alors essentiellement dépendre de Shizuka Kamei, ministre d'État pour les Services financiers et la Réforme postale, président du Nouveau parti du peuple (NPP), partenaire mineur de la coalition gouvernementale et ferme opposant à la privatisation de la Japan Post Holdings (JP), ou encore de la réforme du service public qui fait l'objet d'un poste ministériel à part entière confié à Yoshito Sengoku puis Koichirō Genba. Ainsi, lorsqu'il déclare à la télévision le 17 septembre 2009, soit le lendemain de sa nomination, que le gouvernement pourrait envisager de regrouper le holding et ses deux entreprises du Japan Post Service et du Japan Post Network en une seule entité afin de maintenir l'étendue du réseau national et l'efficacité de la distribution du courrier, il est vivement désavoué dès le lendemain par Kamei qui affirme que Haraguchi « n'a pas l'autorité pour parler de projets qui sont sous ma juridiction ». Plus tard, il affirme ne pas avoir été mis au courant avant son annonce publique le 21 octobre 2009 par Kamei de la nomination du nouveau président de la JP Jirō Saitō, jusque-là président de la Tokyo Financial Exchange Inc, alors que ce choix revient techniquement, selon la loi, au ministre des Affaires intérieures et des Communications. Saitō étant de plus un ancien responsable du ministère des Finances ayant bénéficié après sa retraite en 1995 de l'« amakudari », cette décision est critiquée par certains analystes et acteurs du secteur (dont le gérant des opérations japonaises de la Dalton Investments LLC Jun'ichirō Sano ou le directeur général du fonds de couverture Tantallon Research Japan TRJ Jesper Koll) ainsi que par l'opposition comme « paradoxale » de la part d'une administration ayant fait de la lutte contre le poids de la bureaucratie une de ses priorités. 
C'est pourtant lui qui présente, le 1er janvier 2010, après le vote par la Diète le 4 décembre 2009 du projet de loi préparé par Kamei gelant la vente des actions de la Japan Post Holdings et de ses quatre compagnies et donc le processus de privatisation, le plan gouvernemental de réorganisation du groupe postal japonais et de ses quatre entités : il y est prévu, comme Haraguchi l'avait initialement envisagé en septembre 2009, de ramener le nombre de sociétés de cinq (le holding et les quatre entreprises) à trois en fusionnant la JP HOLDINGS avec la JP POST et la JP NETWORK, et le maintien des JP BANK et JP INSURANCE comme filiales distinctes. Le 21 mai 2010, c'est également lui qui annonce le nouveau plan gouvernemental sur les fonctionnaires pour l'année fiscale 2011. Alors que le gouvernement a pendant longtemps défendu vouloir embaucher en 2011, ce plan prévoit au contraire une réduction de 39 % par rapport à 2010 du recrutement de nouveaux fonctionnaires, cela afin de réduire les dépenses de fonctionnement dans un souci de stabilisation budgétaire. Sont toutefois exclus de cette coupe les gardiens de prison, les garde-côtes et les officiers de l'immigration (portant la baisse dans les autres secteurs de la fonction publique à une moyenne de 50,7 %, touchant tout particulièrement le ministère de la Santé, du Travail et des Affaires sociales et celui du ministère des Finances). Ce plan prévoit également des mesures afin de lutter contre la pratique de l’amakudari, notamment en développant le travail des séniors jusqu'à l'âge limite de la retraite dans la fonction publique qui serait permis par la baisse de l'embauche.

### Soutien à Ozawa et retrait du gouvernement
Après le mauvais score obtenu par la majorité lors du renouvellement de la moitié de la Chambre des conseillers du 11 juillet 2010 et le lancement de la campagne pour l'élection du président du PDJ prévue pour le 14 septembre suivant, il est l'un des rares membres du gouvernement à ne pas soutenir le sortant et Premier ministre en place Naoto Kan. Resté un partisan de l'ancien secrétaire général Ichirō Ozawa, il lance pendant plusieurs semaines des appels afin qu'il se présente. Il déclare ainsi à la télévision le 15 août 2010 : « La question est la suivante : pouvons-nous surmonter la situation difficile sans l'aide du poids lourd qu'est Ozawa ? ». Et lorsque l'intéressé avance finalement sa candidature le 26 août, Haraguchi devient l'un des principaux acteurs de sa campagne. 
Après la réélection de Naoto Kan assez largement face à Ozawa (mais avec un écart très réduit au sein du vote des parlementaires, avec 206 ayant voté pour le premier et 200 pour le second), le Premier ministre remanie son gouvernement et Haraguchi n'est pas reconduit. Il est remplacé par une personnalité issue du privé, membre d'aucun parti et ancien gouverneur de la préfecture de Tottori de 1999 à 2007, Yoshihiro Katayama. Kazuhiro Haraguchi reste toutefois un acteur important sur les dossiers des Affaires intérieures et des Communications, prenant la présidence de la commission permanente s'en occupant à la Chambre des représentants le 1er octobre 2010. Il le reste jusqu'au 6 juillet 2012. 

## Un opposant à Kan puis Noda
Il se montre très critique par la suite à l'égard du gouvernement Kan. Il soutient ainsi en février 2011 (sans en faire partie) la mutinerie de 16 députés démocrates proches d'Ozawa qui menacent de former un groupe politique distinct à la Chambre des représentants et de voter contre le projet de budget. Le 23 février 2011, soit le lendemain de la décision prise par la direction du PDJ de suspendre Ozawa du parti du fait de sa mise en examen, Haraguchi crée un nouveau groupe politique pour soutenir l'ancien « Shōgun de l'ombre ». Environ 50 parlementaires assistent à la réunion inaugurale de cette association qui vise de plus à coopérer avec le maire indépendant de Nagoya Takashi Kawamura, ancien membre du PDJ qui s'est fait largement réélire le 6 février en battant tous les candidats investis par les grands partis nationaux, et son parti Genzei Nippon.
Après la démission de Naoto Kan de la présidence du PDJ et du poste du Premier ministre, il soutient, comme la plupart des partisans et alliés d'Ichirō Ozawa, la candidature du ministre de l'Économie, du Commerce et de l'Industrie Banri Kaieda pour lui succéder lors de l'élection interne du 26 août 2011, ouverte aux seuls parlementaires. Face à quatre candidats, ce dernier arrive en tête du premier tour avec 143 voix, mais est battu au second par le ministre des Finances Yoshihiko Noda, un représentant de la jeune garde hostile à Ozawa, par 177 votes contre 215. Le 21 décembre suivant, Kazuhiro Haraguchi participe à la création du « Comité de recherche pour une nouvelle politique » (新しい政策研究会, Atarashii seisaku kenkyūkai), abrégé en Shinseiken (新政研), formé et présidé par Ichirō Ozawa afin de rassembler l'ensemble de ses soutiens à la Diète, quelle que soit leur appartenance politique (soit 106 parlementaires, dont 82 députés et 24 conseillers). Haraguchi en devient l'un des cinq « Conseillers ».
Il fait désormais partie de l'opposition à Yoshihiko Noda, et s'abstient lors du vote de la loi sur la réforme fiscale et de la sécurité sociale (qui prévoit surtout l'augmentation progressive de la taxe sur la consommation) à la Chambre des représentants le 26 juin 2012. Il montre ainsi son opposition à ce texte, sans choisir pour autant la dissidence, contrairement à Ichirō Ozawa qui quitte alors le PDJ pour créer son propre mouvement appelé « Priorité à la vie du peuple » (PVP). Resté au sein de la majorité, Haraguchi décide de défier Yoshihiko Noda lors du vote de renouvellement de son mandat à la présidence du parti le 21 septembre 2012. Il est soutenu par les derniers vestiges des factions Hatoyama ou Ozawa qui n'ont pas quitté le parti ou n'en ont pas momentanément été exclus (comme Yukio Hatoyama pour avoir voté contre la réforme fiscale) : Sakihito Ozawa ou Hiroshi Kawauchi. Il obtient le deuxième meilleur score sur quatre candidats, mais comme les deux autres (deux anciens ministres de l'Agriculture, à savoir l'ancien social-démocrate Hirotaka Akamatsu et le conservateur modéré anti-TPP Michihiko Kano), est largement battu par Yoshihiko Noda, réélu dès le premier tour avec 818 suffrages (66 % des voix). Haraguchi pour sa part en obtient 154 (13 %) : 31 parlementaires sur 325 ont voté pour lui (ce qui donne 62 votes, chaque députés ou conseillers disposant de 2 voix, il obtient le moins bon score de ce collège électoral), de même que 222 élus locaux (lui donnant 20 voix, le deuxième meilleur score mais loin derrière les 1 026 suffrages obtenus par Noda à ce mode de scrutin, lui donnant 93 des 141 délégués préfectoraux) et 20 693 militants (soit 19,3 % des suffrages exprimés, avec une très faible participation, et 72 voix, là encore il est deuxième), mais aucun candidat investi ne l'a fait (contre 7 à Noda et 1 à Hirotaka Akamatsu).
Aux élections législatives du 16 décembre 2012, il fait partie des nombreux députés démocrates à perdre leurs circonscriptions, puis qu'il est battu dans le 1er district de la préfecture de Saga par le candidat libéral-démocrate Kazuchika Iwata (39 ans, ancien conseiller préfectoral depuis 1999), obtenant que 63 007 voix et 43,93 %, soit 7 540 votes et 5,26 points de moins que le vainqueur. Toutefois, comme lors de ses deux précédentes défaites au vote majoritaire, il conserve son siège à la Chambre des représentants grâce à la proportionnelle dans le bloc de Kyūshū, étant élu en 2e position sur la liste démocrate qui a totalisé 993 317 suffrages (14,89 %) et 3 sièges gagnés sur les 21 à pourvoir.    

## Positions
Haraguchi est affilié au très influent et ouvertement révisionniste lobby Nippon Kaigi, et membre de l'association des parlementaires favorables aux visites du controversé sanctuaire Yasukuni.
Haraguchi a fourni les réponses suivantes au questionnaire soumis en 2012 par Mainichi aux parlementaires:
- en faveur de la révision de la Constitution
- en faveur de la remilitarisation (révision de l'Article 9 de la constitution japonaise)
- en faveur de la réforme de l'assemblée nationale (pour un système monocaméral au lieu du système bicaméral actuel)
- en faveur de l'abandon du nucléaire civil d'ici la fin des années 2030
- en faveur de la relocalisation de la base navale américaine Futenma d'Okinawa
- en faveur de la réforme de la famille impériale permettant à une femme de conserver son statut impérial après le mariage
- contre la participation du Japon à l'Accord de partenariat transpacifique
- contre le nucléaire militaire au Japon